# Mines de Gavà
El jaciment arqueològic de les Mines Prehistòriques de Gavà, també conegudes com a Mines de Can Tintorer, és un jaciment neolític que ocupa les zones de Can Tintorer, les Ferreres i Rocabruna del municipi de Gavà (Baix Llobregat, Barcelona), declarat bé cultural d'interès nacional.
Es tracta del conjunt de mines en galeria més extens i antic d'Europa i l'únic neolític dedicat a l'extracció de variscita, un mineral de color verd utilitzat per elaborar ornaments corporals. Té una extensió de 200 hectàrees on s'han localitzat més d'un centenar de mines, sense descartar que n'hi hagi més. Durant les èpoques ibèrica i romana i durant l'edat mitjana les mines es tornen a explotar per obtenir mineral de ferro.
El 1996 el jaciment va ser declarat Bé Cultural d'Interès Nacional.
El Museu de Gavà acull les restes trobades i exposa les peces més singulars, com la Venus de Gavà o el crani trepanat.

## Situació geogràfica i geològica
Les mines de Gavà se situen a la dreta de la desembocadura del riu Llobregat, al peu dels vessants orientals del massís del Garraf, en els sectors coneguts com a Ferreres, Rocabruna i can Tintorer, al terme municipal de Gavà.
L'estructura geològica de la zona correspon a pissarres i calcàries de l'era paleozoica, formades entre els sistemes Silurià i Devonià, fa 408 milions d'anys. Pissarres i calcàries estan disposades en capes fortament inclinades i presenten nombrosos plecs, falles i encavalcaments, a causa dels plegaments durant l'orogènia herciniana (fa 290 milions d'anys) i la posterior alpina (fa 65 milions d'anys). La geologia presenta dues alineacions que varien entre WNW-ESE i W-E. Una crosta calcària i argiles vermelles formades a principis del Quaternari (fa 1,64 milions d'anys) cobrien les pissarres i calcàries del paleozoic.

## Descobriment i historiografia
El jaciment es va descobrir l'any 1975 quan unes obres d'urbanització en el barri de Can Tintorer van posar al descobert unes obertures a la roca. Però popularment ja se sabia que “hi havia forats”, perquè algunes estructures que romangueren obertes havien estat utilitzades pels veïns des d'antic.

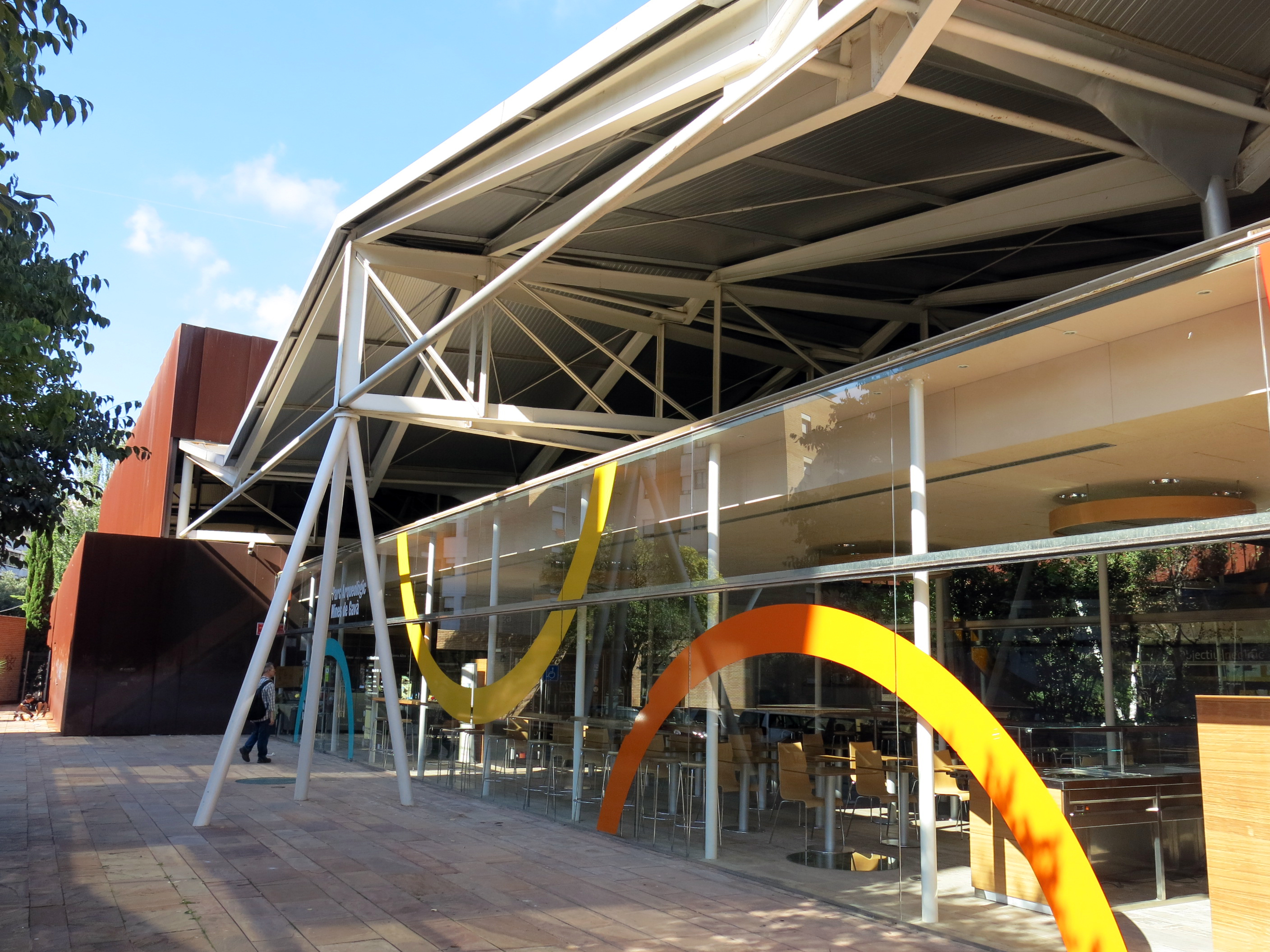
Edifici que allotja el Parc Arqueològic de les Mines de Gavà

L'any 1978 el nucli originari del CIPAG (Col·lectiu per a la Investigació de la Prehistòria i l'Arqueologia del Garraf-Ordal) inicia les primeres excavacions arqueològiques. Aquest any també es crea el Museu de Gavà per acollir, investigar i difondre el jaciment i les troballes. Fins a l'any 1980 s'excavaren les mines localitzades i es rebaixa mecànicament el solar per localitzar-ne de noves. El 1991 el Museu de Gavà assumeix les excavacions i impulsa un projecte d'intervenció integral que comptà amb la concessió d'una escola taller per l'INEM, dedicat a formar auxiliar d'excavació i difusió de patrimoni. Es prospecta el jaciment i s'excaven diverses mines i s'elaboren tallers didàctics i guions per realitzar visites al jaciment, quan part d'aquest es museïtzà i s'obrí al públic el 1993. És en aquests anys quan es descobreixen dues de les peces singulars del jaciment: la Venus de Gavà i el crani trepanat. Paral·lelament a les excavacions i la difusió, s'inicien els treballs de conservació i restauració amb la col·laboració del Departament d'Enginyeria Minera i Recursos Naturals de la Universitat Politècnica de Catalunya. Després d'una pausa, entre el 1998 i el 2000 es reprenen les excavacions i les tasques de restauració i consolidació.

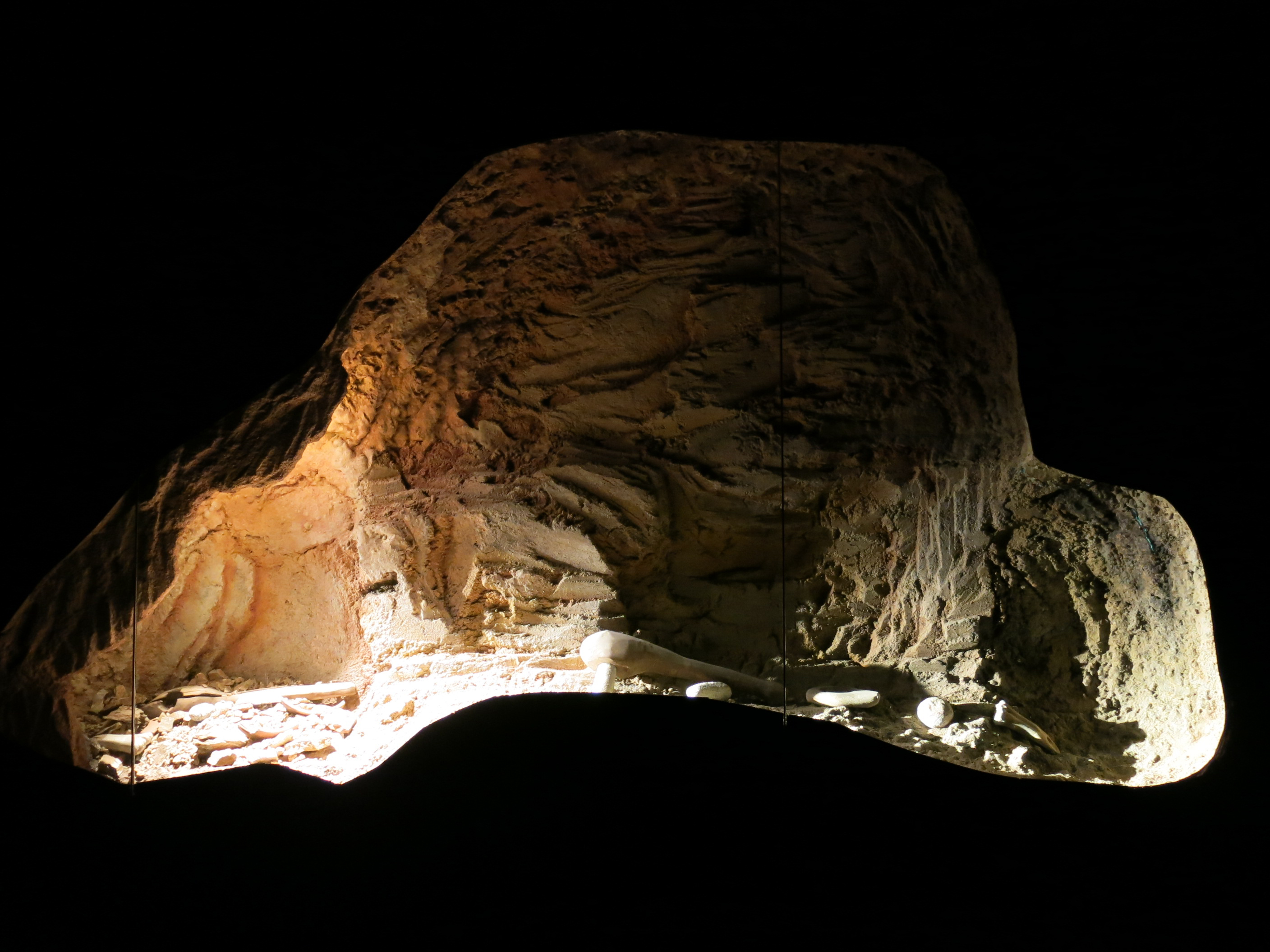
Reconstrucció d'una mina al parc arqueològic de Gavà

A causa d'un projecte urbanístic, l'any 1998 s'identifica un nou sector del jaciment a la serra de les Ferreres. Els treballs es perllongaran fins al 2009. Es localitzen i excaven noves mines neolítiques i ibero-romanes. D'aquest sector procedeixen els enterraments de les mines 83, 84 i 85, que contenien aixovars funeraris amb peces excepcionals com un collaret de corall vermell, una làmina d'obsidiana, ceràmiques de boca quadrada i sílex melat.
Des d'aleshores s'han efectuat excavacions programades, d'urgència i preventives, estudis i tasques de consolidació a càrrec de diferents empreses d'arqueologia i institucions com el Museu de Gavà, la Universitat de Barcelona i la Universitat Autònoma de Barcelona.

## Cronologia
Les mines neolítiques van ser explotades ininterrompudament entre el Neolític Antic Evolucionat o Postcardial i el Neolític Mitjà, tal com ho testifiquen les ceràmiques corresponents al Neolític Postcardial tipus Molinot i les de la Cultura dels Sepulcres de Fosa del Neolític Mitjà.
També s'han realitzat datacions radiocarbòniques en materials provinents de diferents estructures mineres. Les datacions corresponents al Postcardial oscil·len entre el 3350 i el 2950 aC (no calibrat) i les del Neolític Mitjà entre el 2950 i el 2550 aC (no calibrat). Això les situaria entre el 4200 aC i el 3400 aC, entre la segona meitat del IV mil·lenni i la primera meitat del III mil·lenni aC. Cal tenir present, però, que les datacions provenen de mostres pertanyents al rebliment de mines una vegada ja en desús; per tant, l'explotació hauria de ser anterior. En aquest sentit, trobem variscita gavanenca a la Cova de Can Sadurní (Begues, Barcelona) en moments postcardials anteriors als identificats a Gavà. O la localitzada a la Cueva de Chaves (Bastarás, Osca) i la Cueva del Moro (Olvena, Osca), confirmades químicament com de Gavà però localitzades en enterraments del Neolític Antic del VI mil·lenni aC.
No es disposen de datacions absoltes per a les mines ibero-romanes però l'explotació se situaria entre els segles IV aC i I dC.

## Descripció

### Mediambiental i econòmic

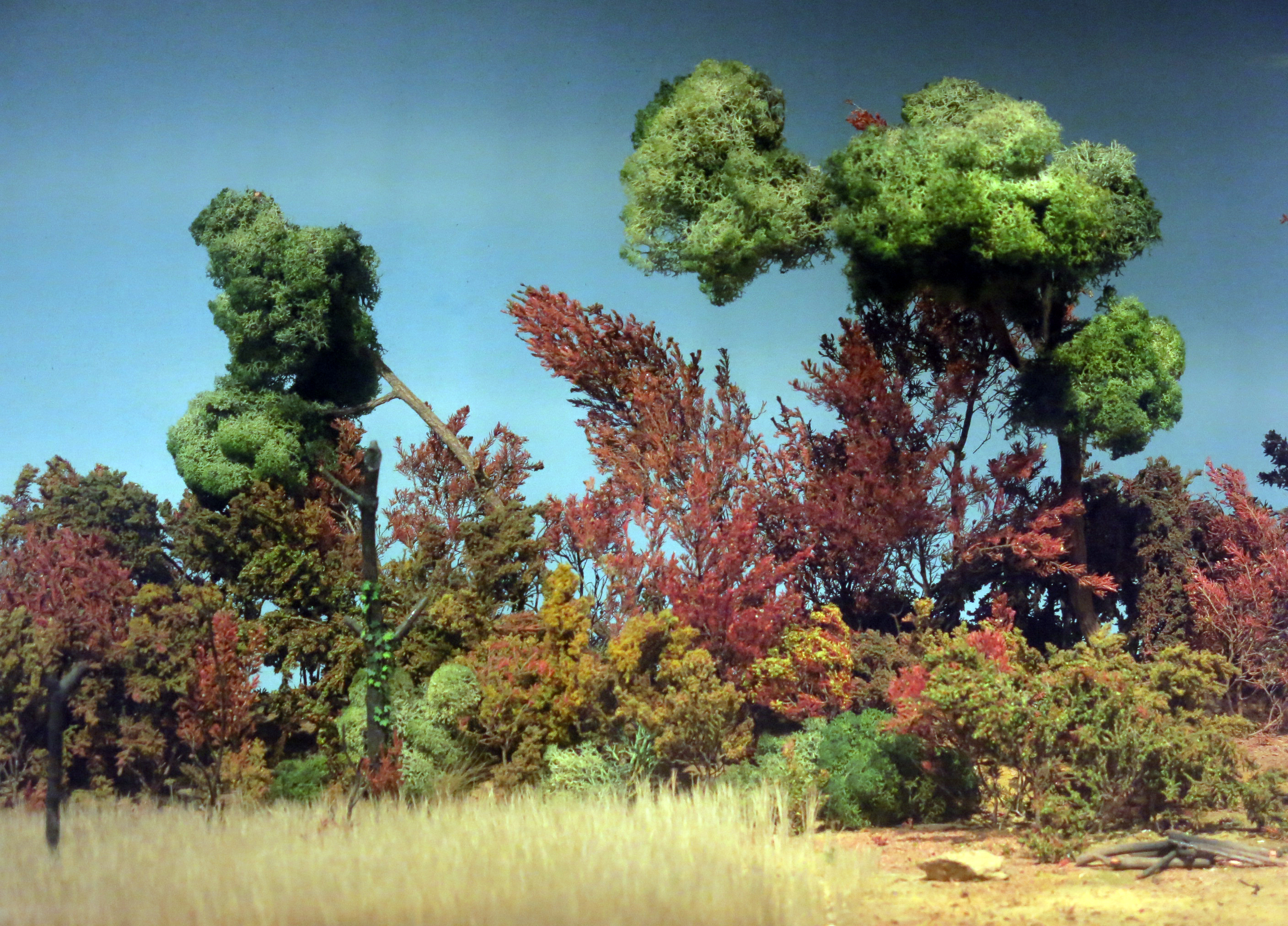
Diorama de paisatge neolític al parc arqueològic de les mines

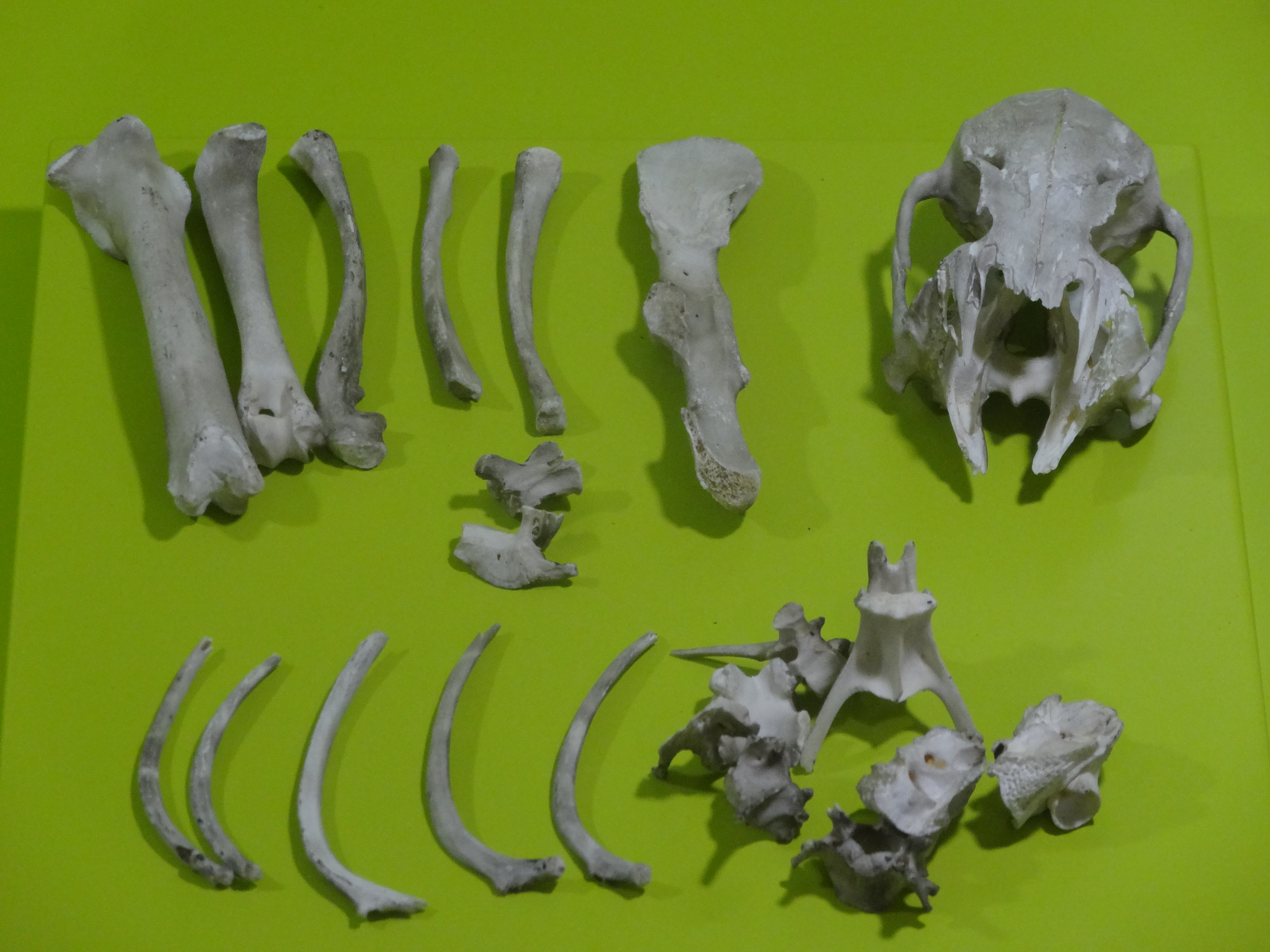
Ossos de conill trobats al jaciment

Durant el Neolític a l'entorn del jaciment hi confluïa la muntanya, la plana i la línea de costa era propera, conformant un paisatge amb diferents comunitats vegetals: màquia litoral (Oleo-Ceratonion) amb arbustos com el margalló (Chamaerops humilis), llentiscle (Pistacia lentiscus), bruc (Erica), ullastre (Olea europeae), Juniperus i pi blanc (Pinus halepensis); boscos d'alzines (Quercus esclerofil·le) i roures (Quercus caducifoli) amb zones esclarissades amb arboç (Arbustus unedo) i bruc; boscos de ribera amb salzes (Salix), pollancres (Populus), llorer (Laurus nobilis) i falgueres; brolles, garrigues (Quercus coccifera) i camps de cultiu.
Les restes botàniques i faunístiques, i útils com puntes de fletxa, molins de mà, fulles d'aixa i de destral i dents de falç, recuperats en el rebliment de les mines mostren que no només es dedicaven a la mineria. La presència de plantes ruderals i adventícies i l'associació Rumex-Plantago-Cyperaceae mostra l'existència de sòls pertorbats i nitrificats per accions antròpiques com l'agricultura i la ramaderia.
Es gestionaven i explotaven recursos animals amb finalitats alimentàries i secundàries (llet, llana, etc.), principalment ramats de bòvids, seguits d'ovicàprids i algun porc. Com a complement es caçaven cérvols, senglars i conills. Es practicava la pesca (pagre, pagell i caçó), el marisqueig per a finalitats tant alimentàries com ornamentals (Chamelea gallina, Mytilus galloprovincialis, sípia, Patella, Glycimeris...) i es consumien cargols terrestres (Cenuella virgata, Cepaea nemoralis i Otala punctata).
Els cultius eren principalment d'ordi (Hordeum vulgare i Hordeum vulgare nudum) i, en menor mesura, de blat (Triticum monococcum, Triticum dicocum i Triticum aestivum) i de lleguminoses com llenties (Vicia sp.). S'aprofitaven els recursos silvestres recol·lectant els fruits de l'ullastre, la llambrusca (Vitis labrusca) i l'avellaner (Corylus avellana), així com la fusta del vern (Alnus), bruc, pi blanc, arboç, llentiscle, alzina i roure.

### Social i ideològic
Una vegada exhaurides, algunes mines van ser aprofitades com a sepulcres. Hi ha dos tipus d'enterrament. En primer lloc, enterraments col·lectius en el pou d'entrada a la mina. Després d'arraconar les restes d'individus inhumats anteriorment, el cos se situava en posició fetal el qual era acompanyat d'un aixovar funerari/ofrenes (ceràmica, eines, ornaments, etc.). En algun moment es cremaven branques d'ullastre. En segon lloc, enterraments individuals i dobles amb aixovars més rics i notables. Es troben en petites cambres, en llocs profunds i allunyats de l'entrada de la mina. L'espai d'enterrament es clausurava amb lloses i l'accés a la mina també es tancava amb grans lloses i pedres. Aquestes diferències en els enterraments poden interpretar-se com mostres de desigualtats socials.

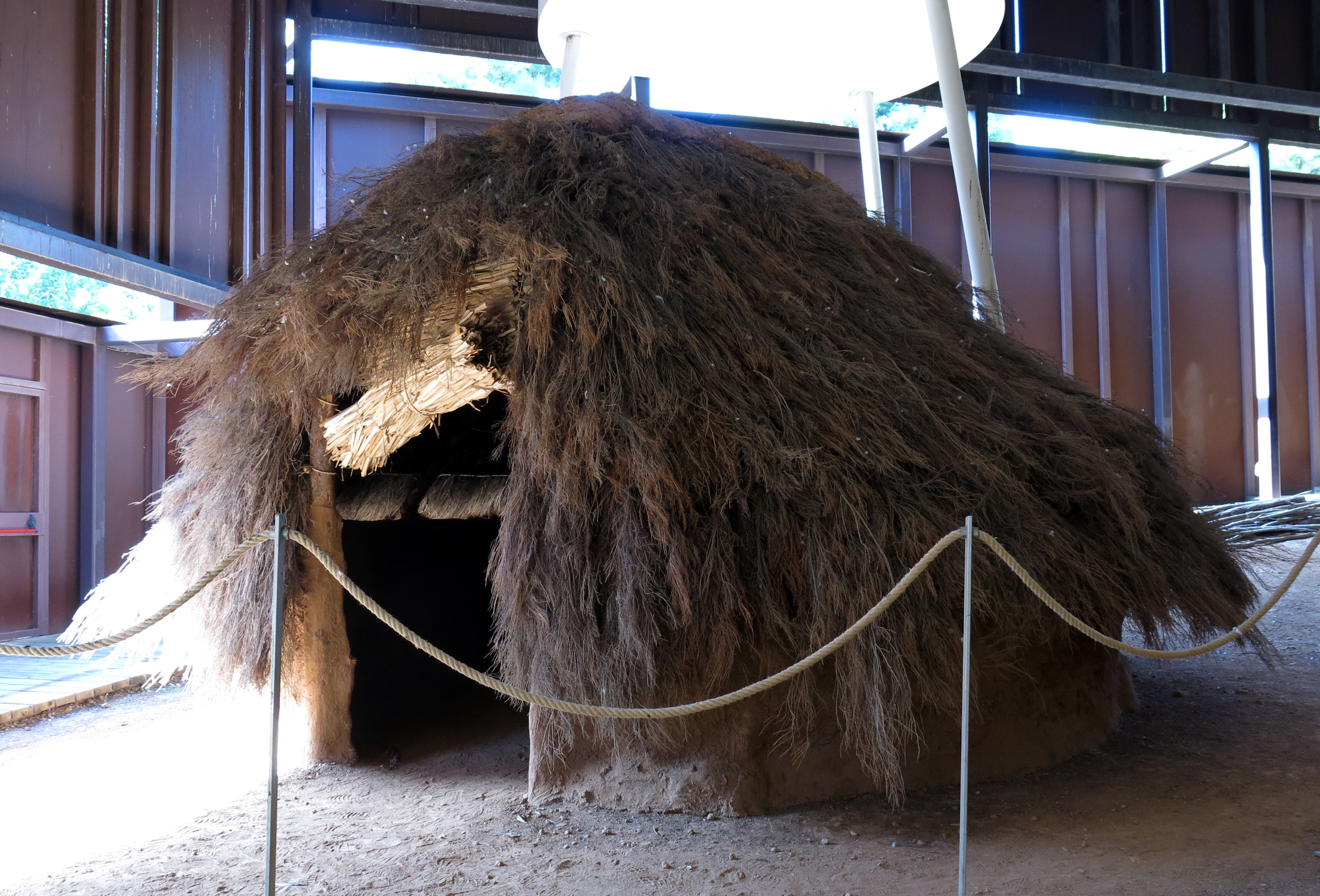
Model de cabana neolítica al parc arqueològic de les mines

La comunitat que hi vivia estava formada per grups familiars integrats per infants, homes i dones, adults i vells. L'esperança mitjana de vida estava al voltant dels 30 anys; l'alçada mitjana dels homes era de 164 cm i la de les dones 151 cm. En els ossos d'alguns individus –homes i dones- s'observen indicadors laborals compatibles amb el treball miner i que pot mostrar l'especialització laboral d'algunes persones: desenvolupament de les insercions musculars que denoten moviments de flexió i extensió del braç i d'aixecament de l'esquena, canell fort, flexió de la cama sobre la cuixa i moviment de rotació del tronc. També es troben evidències de pràctiques medicosanitàries amb fractures òssies curades i un individu que va sobreviure a dues trepanacions al crani.
Les pràctiques funeràries i alguns objectes poden reflectir les creences i el pensament simbòlic d'aquestes comunitats. La inclusió d'un aixovar funerari en els enterraments fa pensar en una vida després de la mort, i la posició fetal dels cossos en el renaixement.
La importància de la variscita i la seva presencia en contextos funeraris també tindria una explicació simbòlica, perquè el color verd s'associa a la regeneració de la vida, especialment la vegetal i per extensió animal i humana. Són creences de caràcter agrícola, on la terra es divinitza; per tant, el fet d'enterrar als difunts en el seu interior seria com retornar-los al ventre de la divinitat que, com les plantes anualment, faria que tornessin a renéixer. La Venus de Gavà podria estar relacionada amb el culte a la Deessa Mare i a la fertilitat/fecunditat, no només entès en el sentit agrícola i humà sinó també en el mineral de la terra.
Un dipòsit d'objectes típics d'un aixovar sumptuós trobat a la mina 85 sense un context funerari també podria tenir una explicació simbòlica. Podria tractar-se d'un cenotafi o d'una ofrena en la que es retorna a la terra part d'allò que se n'obté.

## Troballes significants

### Venus de Gavà
Article principal: Venus de Gavà

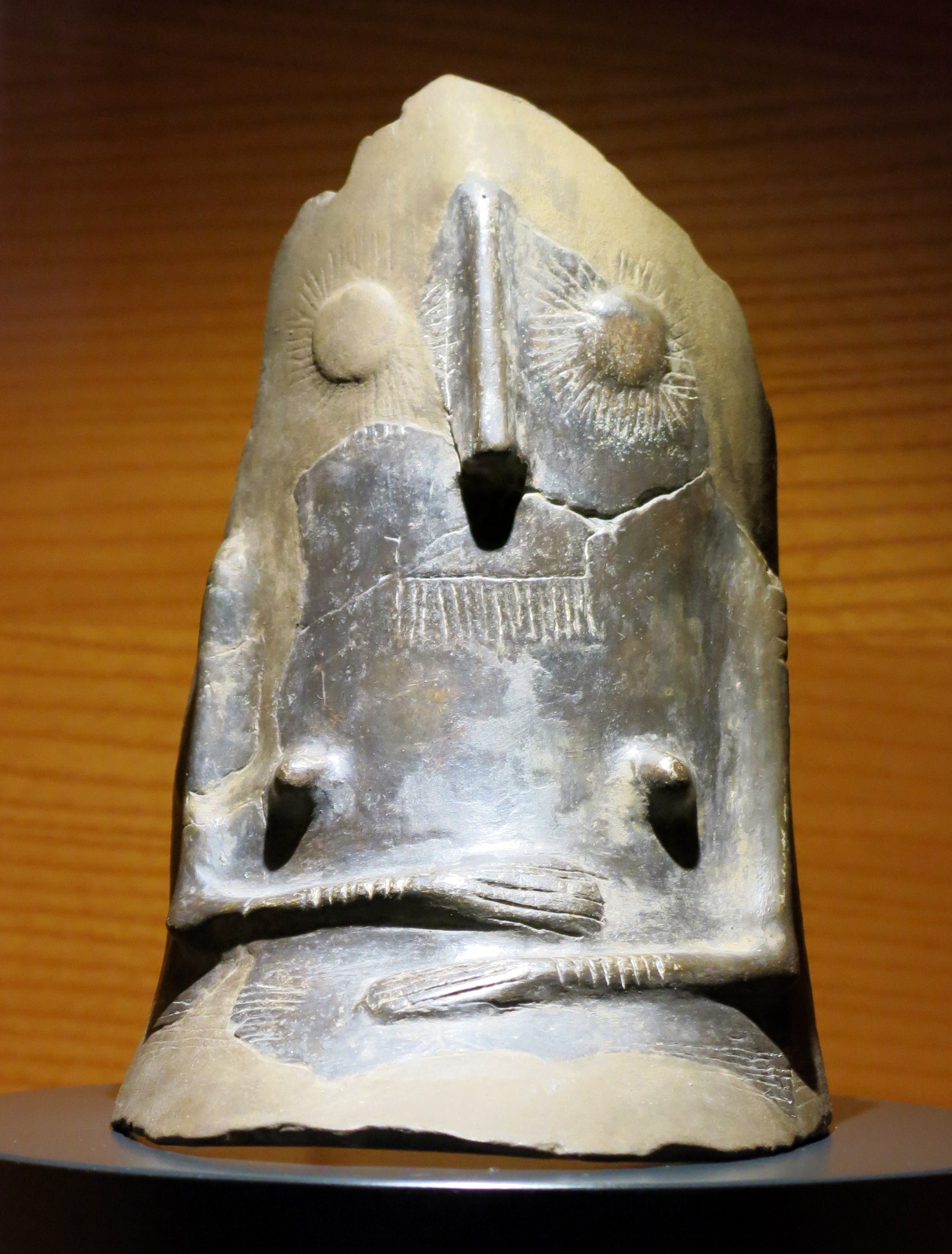
Venus de Gavà, exposada al Museu de Gavà

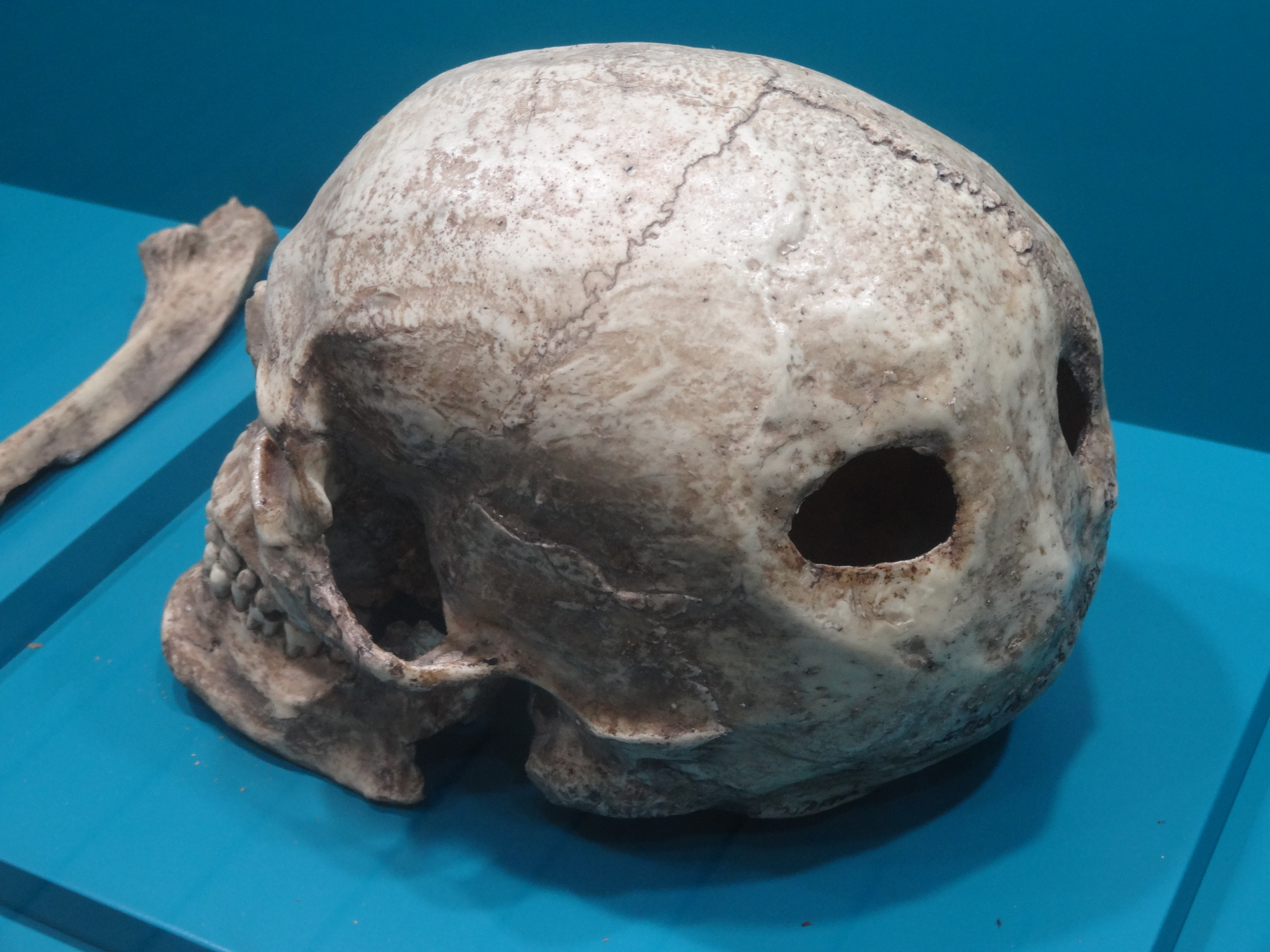
Crani humà amb dues trepanacions

Representació antropomorfa femenina feta sobre ceràmica, trobada al pou de la mina 16. Està datada entre els anys 4000 i 3750 aC. Esculpien les venus perquè els esperits propiciessin la fertilitat de les dones de la tribu.

### Crani trepanat
Crani d'un home adult d'entre 30 i 40 anys inhumat al sepulcre col·lectiu de la mina 28. Té dues trepanacions sobre el parietal esquerre efectuades per abrasió de l'os. Van ser efectuades en dos moments diferents quan l'home estava viu, perquè s'observa regeneració òssia. Té una datació de 5600-5400 abans del present.

### Collaret de corall vermell
Collaret de corall vermell (Corallium rubrum) trobat al costat d'una persona inhumada a la mina 83, formant part del seu aixovar funerari. Se situa entre el 6200-5900 abans del present.
Està format per 241 denes, de les quals 232 es van trobar senceres i 9 fragmentades. Les denes són petits cilindres d'entre 3.8 i 5.5 mm de llargada; 1.5 i 2 mm de diàmetre de perforació; i gruix de la paret no superior als 2 mm. Les denes estan polides i la majoria tenen els extrems en angle recte.
Són escassos els ornaments neolítics elaborat amb corall a Europa. Els coneguts procedeixen principalment d'Itàlia i, en menys quantitat, de Suïssa, França, Sardenya i Catalunya.

### Vas de boca quadrada
Recipient de ceràmica de boca quadrada trobat a la mina 83 formant part d'un conjunt funerari. Se situa entre el 6200-5900 abans del present.
Té la boca quadrangular amb parets verticals i lleugerament abombades i fons pla. Presenta prominències o reforços verticals en els quatre angles. En un dels costats llargs té un element de prensió de forma de llengüeta amb una petita perforació horitzontal de secció circular. La ceràmica és de cocció oxidant i amb acabat reductor a manera de fumat exterior i interior; està formada per un desgreixant de mida mitjana de quars i feldespats. Presenta un acabat brunyit interior i exterior. L'amplada màxima de boca és de 19.5 x 15 cm; l'amplada màxima és de 21 cm; l'alçada preservada és de 8.6 cm; i el gruix de paret és de 7.8 mm.
L'anàlisi de la pasta indica que és de producció local però la seva forma podria mostrar influències nord-italianes.
L'anàlisi de residus mostra que va contenir sèu d'origen animal, concretament de mamífers terrestres. Els greixos identificats tenen la propietat de protegir de l'acció oxidant de l'aire els aliments submergits en ells, per tant, es podria tractar d'una conserva en greix o, també, d'un brou greixos.

### Làmina d'obsidiana
Làmina d'obsidiana trobada a la mina 83 formant part d'un conjunt  funerari. Se situa entre el 6200-5900 abans del present.
Es tracta d'una làmina sencera, de secció trapezoïdal, de 78 mm de llargada, 11 mm d'ample i 4 mm de gruix. El taló és pla i està lleugerament desviat respecte a l'eix de la làmina. El bulb de percussió té una petita descamació i l'angle d'esclat és recte. Les vores laterals són regulars i rectes i no s'observen retocs.
Els estudis sobre la peça mostren que es va utilitzar per tallar una matèria vegetal tova no llenyosa, com els cereals, encara que poc temps, i situen el seu origen a la font d'obsidiana Sardenya A (Monte Arci).

## L'extracció de la variscita: mines, estructures i utillatge miner
Durant el Neolític, els sistema d'extracció de la variscita va ser subterrani, amb una distribució i morfologia d'estructures d'extracció adaptades a la geologia de la zona. L'activitat minera se centra en el context de les pissarres aluminiques silicítiques grises on trobem dos tipus diferents de mineralitzacions de fosfats. D'una banda, nivells monomineràlics de strengita, variscita i apatita, i, de l'altra, vetes de variscita, sobretot, però també amb strengita i fosfosiderita, als quals s'associa alunita i jarosita.

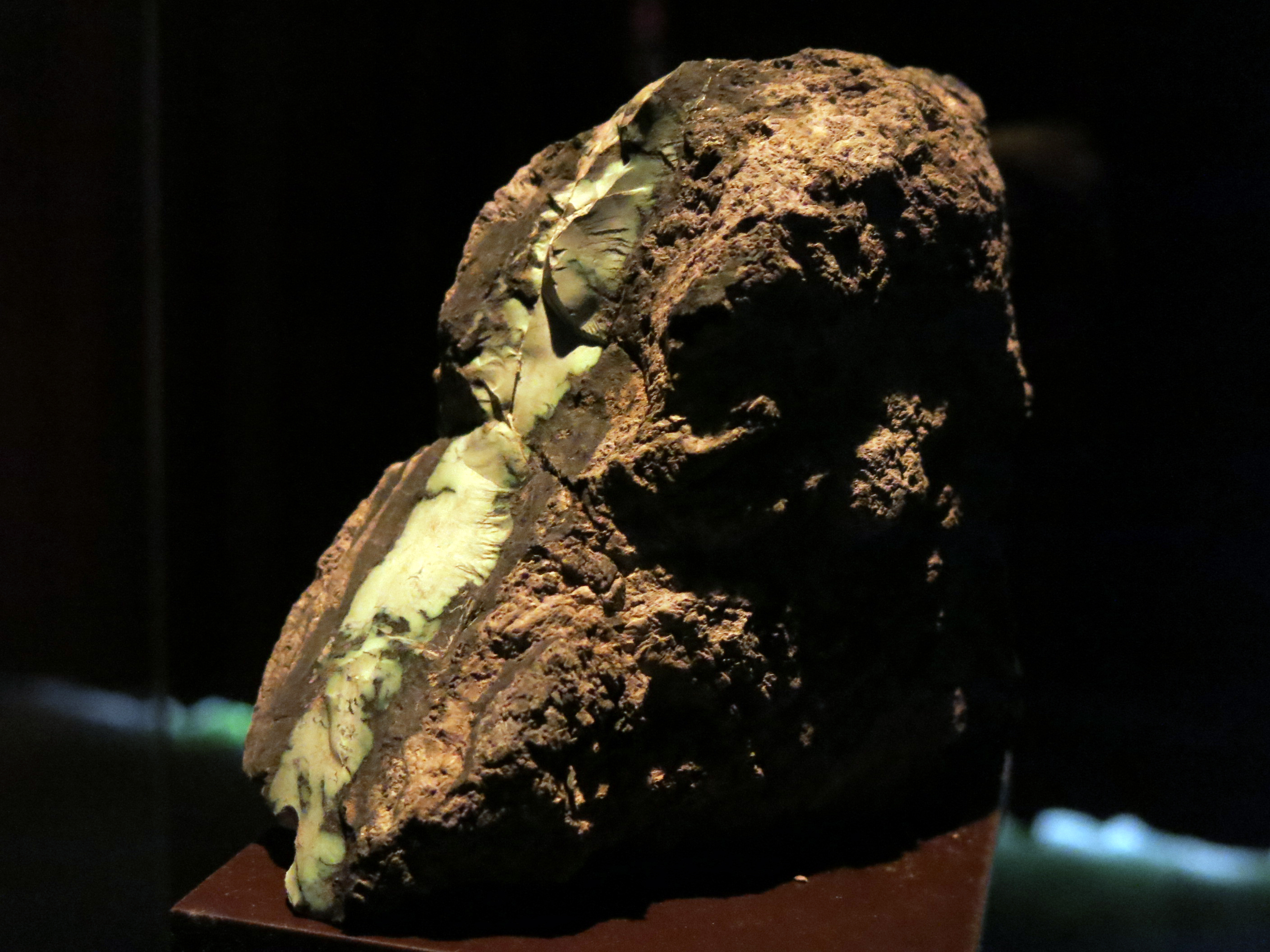
Exemplar de variscita exposat al parc arqueològic de les Mines de Gavà

Les estructures subterrànies presenten diferents graus de complexitat. Les més senzilles es troben en llocs on podia haver afloraments de minerals. Són estructures aïllades, amb pou d'accés i una galeria de longitud i inclinació variable que poden finalitzar amb alguna bifurcació. Les estructures més complexes tenen interconnexions entre elles, amb galeries, pous interiors i cambres obertes per resseguir els minerals. Es poden trobar galeries de prospecció, la finalitat de les quals era accedir a zones de pissarres riques en minerals. Fins a l'actualitat, s'han localitzat 110 punts d'extracció minera.
L'utillatge usat per a l'extracció minera s'ha recuperat dels mateixos farciments de les mines. Era divers i alhora especialitzat. D'una banda s'ha recuperat utillatge pesat, com pics i maces de corniana. S'han recuperat els caps els quals, de vegades, presenten marques d'encaix de possibles mànecs de fusta. Aquest tipus d'utillatge s'utilitzava probablement per a trencar grans blocs. D'altra banda, hi ha utillatge d'os, com cisells fets a partir de metàpodes de bou, que s'usaven amb percussors de quars, la finalitat del qual era el trencament de les esquerdes i capes de pissarra per a l'extracció del mineral. És de suposar l'ús d'altre tipus d'utillatge fet amb fusta o matèries orgàniques, però que no ha perviscut. També es troba utillatge auxiliar per a la seva elaboració i reparació, com polidors de gres.
No s'han trobat sistemes d'il·luminació artificial -necessaris- però sí petits forats excavats a les parets on es podria col·locar algun sistema d'il·luminació, així com una gran quantitat de carbons de fustes cremades.

## La producció d'ornaments corporals de variscita
Les denes de variscita en procés d'elaboració que s'han recuperat permet afirmar que s'elaboraven al mateix jaciment. Es començava separant la variscita de la pissarra i es triaven els fragments sense impureses per evitar trencaments. Després es donava forma (de disc, llàgrima, cilindre, barrilet o plaqueta triangular, rectangular o ovalada) tallant-la i polint-la amb polidors de gres. La perforació es feia des d'una o les dues cares de la dena amb perforadors manuals o trepants amb broques de sílex. I es tornava a polir. S'elaboraven principalment collarets i braçalets, de nombre variable de peces i que podien combinar-les amb peces d'altres minerals.

## La distribució d'ornaments corporals de variscita
L'abast de l'explotació minera de Gavà mostra no només un consum local sinó que la producció estava dirigida sobretot al consum extern.
Durant el Neolític es troben ornaments corporals elaborats amb minerals verds a tot l'occident europeu. És improbable que l'origen de tot sigui Gavà però anàlisis químiques efectuades sobre diferents peces de variscita permet situar la seva àrea de difusió fins a la Provença pel nord-est, l'eix de l'Ebre per l'oest i el sud, i la regió de Tolosa pel nord. El Vallès Occidental, el Solsonès i Andorra són les zones on s'ha localitzat més peces de variscita de Gavà.
La distribució de la variscita es va poder efectuar a través de diferents vies: la del riu Llobregat i els seus afluents unia la costa amb el Pirineu; una altra seguiria la Depressió Prelitoral Catalana que, per un costat, uniria el Baix Llobregat amb les comarques de Tarragona i les terres de l'Ebre i, per l'altre, les comarques de Girona cap al sud de França; la tercera via seria la litoral estenent-se al nord pel Barcelonès i el Maresme i al sud pel massís del Garraf, les costes de Tarragona i la desembocadura de l'Ebre.
Els intercanvis també portaren objectes i idees forans a Gavà com la corniana amb la que es feien els pics, procedent de la serra de Collserola; sílex melat de l'Alta Provença; destrals de fibrolita i eclogita dels Alps; làmina d'obsidiana del Monte Arci (Sardenya); collaret de corall vermell; vasos de boca quadrada de tradició nord-itàlica; ceràmiques fosques d'estil Chassey (Midi Francès); pes de teler del tipus Lagozza (nord d'Itàlia); i ceràmica d'engalba vermella amb paral·lels a Andalusia i l'illa de Lipari (Itàlia).

## Parc Arqueològic Mines de Gavà

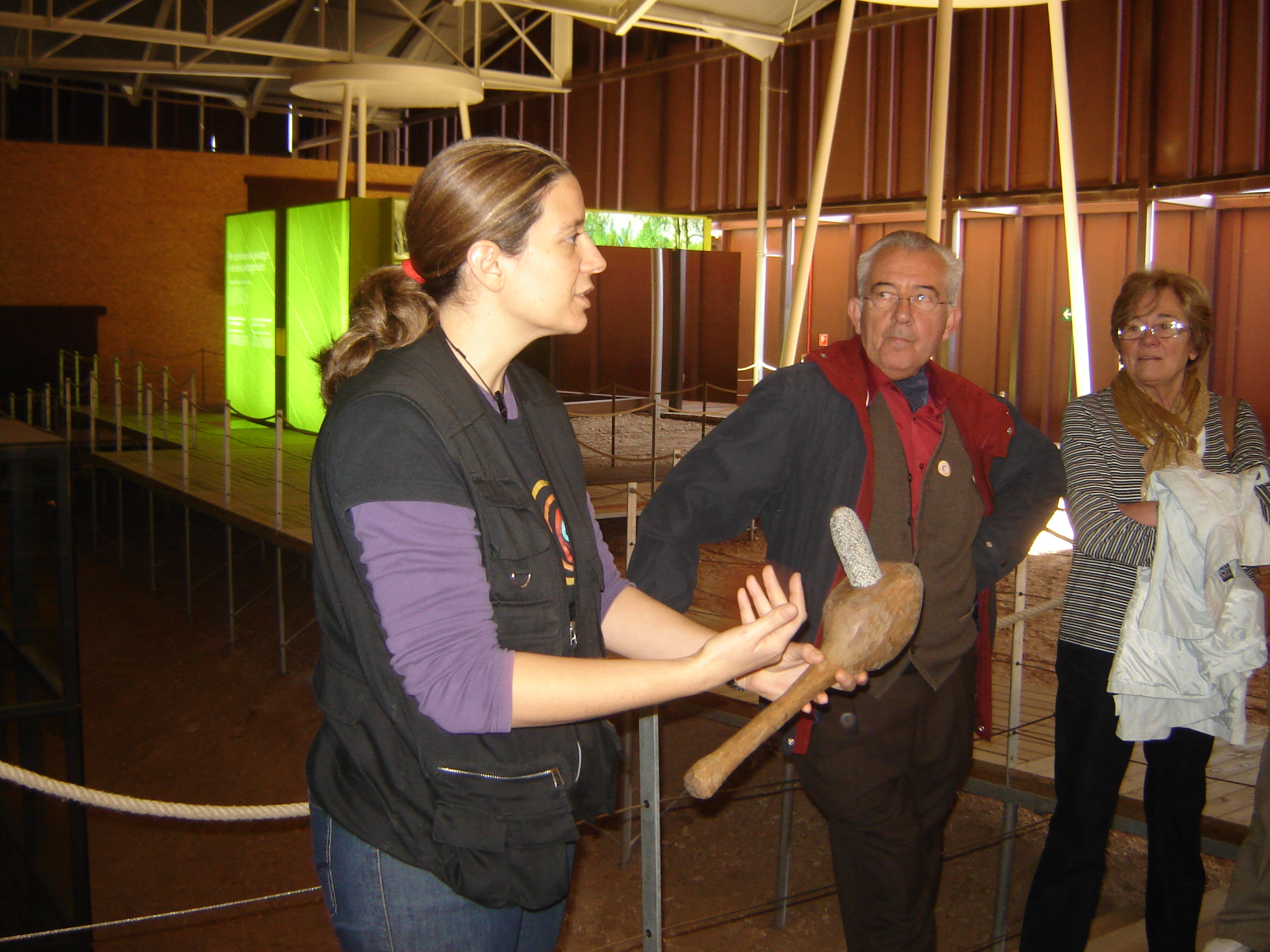
Arqueòloga ensenyant la reproducció d'un pic de mineria a un grup de visitants

El Parc Arqueològic Mines de Gavà ofereix un acurat programa de visites que inclou: diverses exposicions de restes trobades a les excavacions; projeccions audiovisuals que, emprant les més modernes tècniques de reproducció tridimensional, presenten com era la vida al Neolític; demostracions pràctiques de les eines que empraven i una visita a una reproducció de les mines en la qual s'hi han inclòs tots els elements que apareixen a les mines reals. Per a habilitar el Parc, inaugurat el 2007 però projectat als anys noranta, el govern va haver de fer una inversió d'aproximadament nou milions d'euros.

## Jornades Europees de Patrimoni
A l'octubre del 2018, Gavà es va sumar a les jornades Europees de Patrimoni.
Al cap de setmana de les jornades europees de patrimoni, com sempre, s'havien previst visites guiades i gratuïtes al Parc Arqueològic de les mines, al refugi antiaeri de la Rambla de Gavà i al castell d'Eramprunyà, com a novetat. També es van organitzar un parell de visites per conèixer les restes de Can Valls del Racó (al Turó del Fanxó), un jaciment romà ubicat a la zona boscosa sud-oest de la ciutat, al costat de la riera dels Canyars, sobre el qual ja s'hi havia intervingut anteriorment.
Com a visita, fou destacable la de la cisterna d'aigua, planta rectangular encastada en el vessant d'un turó que estava molt a prop del mar en època antiga. La construcció mesura uns 12 metres de llarg per uns 3 metres d'ample, i els murs que resten dempeus, gairebé tots, així com la volta, estan executats segons la tècnica romana de l'opus incertum, trossos més aviat menuts de pedra aglomerats amb morter, i impermeabilitzada amb revestiments d'opus signinum, mescla formada per calç, sorra i bocins de terrissa. La cisterna va ser bastida en una cronologia que abastaria tot el segle I dC i podria haver format part d'un seguit d'instal·lacions d'una mena d'oficina portuària vinculada al proper ancoratge de les Sorres. Aproximadament a partir del segle xvi, i fins ben entrat el XIX, aquesta infraestructura va ser aprofitada com a celler d'una masia que es va construir al mateix indret i que va donar nom al topònim actual.
Una altra de les propostes que estaven programades era una ludoteca, aquell dissabte i diumenge, en el mateix Museu. Es tractava d'una activitat complementaria a l'exposició sobre joguines a l'antiguitat que, durant aquests dies, es mostrà a la ciutat.